# Karen Robinson
Pour les articles homonymes, voir Robinson.
Karen Robinson est une actrice britannico-canadienne, née le 29 février 1968 à Londres (Angleterre).
Elle se fait connaître grâce aux rôles secondaires de Betty Lisko dans la série télévisée Dre Mary : mort sur ordonnance, pour lequel elle obtient le prix Écrans canadiens de la meilleure actrice dans un second rôle en 2019, et de Ronnie Lee dans Bienvenue à Schitt's Creek, pour lequel elle partage la récompense de la meilleure distribution pour une série télévisée comique en 2021.

## Biographie

### Jeunesse et formations
Karen Robinson naît le 29 février 1968 à Londres, en Angleterre. Elle grandit en Jamaïque. Adolescente, elle part avec sa famille emménager à Drumheller, en Alberta (Canada). Depuis toute petite, elle s'engage dans des arts, comme chanter dans les chorales, jouer dans des pièces de théâtre à l'école et réciter des poèmes. Elle assiste aux cours de communication et de théâtre à l'université Mount Royal, à Calgary (Alberta), avant de se lancer dans la carrière d'actrice au début des années 1990.

### Carrière

#### Cinéma et télévision
En 1994, Karen Robinson commence sa carrière d'actrice dans le long métrage Stalked de Douglas Jackson. Elle apparaît dans des films tels que Dans les cordes (Against the Ropes, 2004) de Charles S. Dutton, Killshot (2008) de John Madden et Mon Petit Ami virtuel (My Fake Boyfriend, 2022) de Rose Troche, ainsi que dans des téléfilms, Une fiancée pas comme les autres (Lars and the Real Girl, 2007) de Craig Gillespie, Le Poids des souvenirs (Of Murder and Memory, 2008) de David Wellington (en) et The Gospel According to the Blues (2010) de Thom Fitzgerald pour lequel elle est nommée du prix Gemini de la meilleure actrice dans un second rôle dans un téléfilm ou une mini-série.
Dès 2009, elle décroche les rôles réguliers dans les séries télévisées, dont la mère de Carlos, dans trois épisodes de la série dramatique The Line, la policière Ingrid Evans dans le seconde saison de Jessica King (King, 2012), Ronnie Lee dans Bienvenue à Schitt's Creek (Schitt's Creek, 2015-2021), Mildred Clarke, la mère de Trudy (interprétée par Chantel Riley) dans Frankie Drake Mysteries (2017) et la shérif Louise Floss Échos (Echoes, 2022).

#### Théâtre
En 1998, Karen Robin tient le rôle-titre Angélique, pièce de Lorena Gale, pour lequel elle est nommée au prix Betty Mitchell de la meilleure actrice dans la même année. En 2003, elle interprète Lily dans Shadows de Timothy Findley au festival de Stratford, et, en 2004, elle joue Clytemnestre dans les trois pièces  simultanées Agamemnon d'Eschyle, Electra de Jean Giraudoux et The Flies de Jean-Paul Sartre. En 2006, elle est nommée du prix Dora Mavor Moore de la meilleure actrice principale pour son interprétation dans Two Can Play de Trevor Rhone (en).
En 2009, elle endosse les costumes de Prospero dans la pièce sexospécifiquement inversée The Tempest de William Shakespeare. et obtient le prix Elizabeth Sterling Haynes de la meilleure actrice dans un second rôle pour sa performance dans Doubt de John Patrick Shanley.
Elle apparaît également dans les pièces telles que Coups and Calypsos de M. NourbeSe Philip, Problem Child de George F. Walker, A Midsummer Night's Dream de William Shakespeare, Harlem Duet de Djanet Sears, The Gravitational Pull of Bernice Trimble de Beth Graham et The Importance of Being Earnest d'Oscar Wilde.

### Vie privée
Karen Robinson souffre du strabisme hypermétropique et des yeux exorbités, conséquence de la maladie de Basedow.

## Filmographie

### Cinéma

#### Longs métrages
- 1994 : Stalked de Douglas Jackson : Evelyn
- 1995 : Rude de Clement Virgo : la grossière
- 1997 : Booty Call de Jeff Pollack : l'infirmière admise
- 1997 : Shadow Zone: My Teacher Ate My Homework de Stephen Williams : Miss Macro
- 1998 : Pur et dur (One Tough Cop) de Bruno Barreto : Sherene
- 2000 : The Perfect Son de Leonard Farlinger : Dr Palmer
- 2002 : Narc de Joe Carnahan : Liz Detmer
- 2003 : Mister Cash (Owning Mahowny) de Richard Kwietniowski : la femme dans la cage
- 2003 : Love, Sex and Eating the Bones de Sudz Sutherland : Heather Taylor
- 2004 : Dans les cordes (Against the Ropes) de Charles S. Dutton : Kimberly
- 2008 : Killshot de John Madden : la deuxième agent de FBI
- 2011 : Ghett'a Life de Chris Browne : Dawn
- 2020 : Learning to Love Again d'Adam Swica : Mme Yarrow
- 2021 : Trigger Point de Brad Turner : Quentin Lane
- 2022 : Mon petit ami virtuel (My Fake Boyfriend) de Rose Troche : Lucille

#### Courts métrages
- 2002 : Short Hymn, Silent War de Charles Officer : Mère Mary
- 2006 : Full of Grace de Shernold Edwards : Emelda
- 2008 : Transit Lounge de Keith Hlady : Margot
- 2014 : Keeping It Together de Simonee Chichester
- 2017 : Snow de Kim Barr : la femme
- 2018 : Wolf de Gabriella Colavecchio : Mme Elwyn
- 2020 : Pigs de Chala Hunter : Beth
- 2021 : Defund de Araya Mengesha et Khadijah Roberts-Abdullah : la mère

### Télévision

#### Téléfilms
- 1996 : Mr. and Mrs. Loving de Richard Friedenberg : Norma
- 1996 : We the Jury de Sturla Gunnarsson : Evelyn Harris
- 1997 : Color of Justice de Jeremy Kagan : l'assistante d'un procureur
- 1997 : Vengeance par amour (The Defenders: Payback) d'Andy Wolk : Mme Clarkson
- 1998 : Bad As I Wanna Be: The Dennis Rodman Story de Jean de Segonzac
- 1998 : The Wall de Charles Fuller : Liz (segment The Badge)
- 1999 : Freak City de Lynne Littman : l'infirmière Jan
- 1999 : Un coupable tout désigné (Dangerous Evidence: The Lori Jackson Story) de Sturla Gunnarsson : Ruby Hills
- 1999 : Locked in Silence de Bruce Pittman : la psychologue
- 2000 : L'Affaire Mary Kay Letourneau (All-American Girl: The Mary Kay Letourneau Story) de Lloyd Kramer : Karen
- 2000 : Qui a tué les enfants d'Atlanta ?  (Who Killed Atlanta's Children?) de Charles Robert Carner : Lois Evans
- 2001 : Tentative de meurtre (Final Jeopardy) de Nick Gomez : Laura Wilkie
- 2001 : Un été en Louisiane (My Louisiana Sky) d'Adam Arkin : Magnolia
- 2001 : Jenifer de Jace Alexander : Lorna
- 2001 : They Call Me Sirr de Robert Munic : la tante Jackie
- 2002 : Keep the Faith, Baby de Doug McHenry : Hattie Dodson
- 2002 : Ma fille, mon espoir (Two Against Time) de David Anspaugh : Connie Matthews
- 2002 : Gilda Radner: It's Always Something de Duane Clark : Dr J. Evans
- 2002 : Une star assassinée (Recipe for Murder) de Vic Sarin : D.A. Lowrey
- 2003 : America's Prince: The John F. Kennedy Jr. Story de Eric Laneuville : Roz
- 2003 : Jasper, Texas de Jeffrey W. Byrd : Mary Horn
- 2003 : Dangereuse alchimie (Student Seduction) de Peter Svatek : Lorraine Boyle
- 2004 : Le Secret du Père Noël (Snow) d'Alex Zamm : Isabel
- 2005 : L'Ambition d'une femme (Martha Behind Bars) d'Eric Bross : Jackie
- 2005 : Mayday de T.J. Scott : Marlene Cobb
- 2006 : Le Berceau du mensonge (Cradle of Lies) d'Oley Sassone : la caissière de banque
- 2007 : Une fiancée pas comme les autres (Lars and the Real Girl) de Craig Gillespie : Cindy
- 2008 : Le Poids des souvenirs (Of Murder and Memory) de David Wellington (en) : la gardienne de CIW
- 2008 : Miss Yvonne (Accidental Friendship) de Don McBrearty
- 2008 : The Call de Jerry Ciccoritti : Bodie
- 2010 : The Gospel According to the Blues de Thom Fitzgerald : Cherlene
- 2012 : Un rêve éveillé (Holidaze) de Jerry Ciccoritti : Mme Reynolds

#### Séries télévisées
- 1996 : Chair de poule (Goosebumps) : la policière Reddick (saison 1, épisode 15 : Say Cheese and Die)
- 2000 : Jett Jackson (The Famous Jett Jackson) : Sylvia Sharp (saison 2, épisode 15 : On the Reel)
- 2000 : Psi Factor, chroniques du paranormal (Psi Factor: Chronicles of the Paranormal) : Crystal (saison 4, épisode 17 : Chiaroscuro)
- 2000 : D.C. : la caissière (saison 1, épisode 1 : Pilot)
- 2001 : Le Protecteur (The Guardian) : la réceptionniste (saison 1, épisode 1 : Pilot)
- 2001 : Blue Murder : Dr Simmonds (saison 1, épisode 13 : Remembrance Day: Part 2)
- 2001-2002 : Soul Food : Les Liens du sang (Soul Food) : la juge Bolan (3 épisodes)
- 2002 : Blue Murder : Isola (saison 2, épisode 11 : Payback)
- 2002 : Tracker : Mme Baylor (saison 1, épisode 8 : Children of the Night)
- 2003 : Doc : Mme Morton (saison 3, épisode 13 : Angels in Waiting)
- 2004 : Kevin Hill : la tante Katy (saison 1, épisode 1 : Pilot)
- 2004 : Missing : Disparus sans laisser de trace (Missing) : Elena Spencer (saison 2, épisode 11 : Mr. Nobody)
- 2004 : H2O (H2O: Just Add Water) : Willy (2 épisodes)
- 2004-2005 : Da Boom Crew (voix ; 13 épisodes)
- 2005 : Slings and Arrows : la vérificatrice (saison 2, épisode 5 : Steeped in Blood)
- 2008 : The Border : Dr DeFilipo (saison 1, épisode 8 : Enemy Contact)
- 2009 : The Line : la mère de Carlos (3 épisodes)
- 2012 : Jessica King (King) : Ingrid Evans (13 épisodes)
- 2012 : Saving Hope, au-delà de la médecine (Saving Hope) : Nadia Hope (saison 1, épisode 9 : Bea, Again)
- 2014 : Working the Engels : Angelina (saison 1, épisode 9 : The Book Club)
- 2014 : The Lottery : la juge, troisième (saison 1, épisode 5 : Crystal City)
- 2015 : The Plateaus : l'infirmière expérimentée (saison 1, épisode 10)
- 2015-2019 : Bienvenue à Schitt's Creek (Schitt's Creek) : Ronnie Lee (46 épisodes)
- 2016 : Shoot the Messenger : Hani Suleman (5 épisodes)
- 2017 : The Handmaid's Tale : La Servante écarlate (The Handmaid's Tale) : l'infirmière Tania (saison 1, épisode 2 : Birth Day)
- 2017 : Salvation : Evelyn Cole (saison 1, épisode 11 : All In)
- 2017-2021 : Frankie Drake Mysteries : Mildred Clarke (7 épisodes)
- 2018 : Dre Mary : mort sur ordonnance (Mary Kills People) : Betty Lisko (saison 2, épisode 1 : The Means)
- 2018 : In Contempt : Loretta (2 épisodes)
- 2018 : Private Eyes : la conseillère Samantha Bowman (saison 2, épisode 16 : Look Who's Stalking)
- 2018 : Forgive Me : Gladdy (2 épisodes)
- 2018-2021 : Morning Show Mysteries : Cassandra (mini-série ; 6 épisodes)
- 2019 : Carter : Belle Harthan (saison 2, épisode 5 : Harley Gets A Hole in One)
- 2020 : Tiny Pretty Things : Makayla Stroyer (2 épisodes)
- 2020 : Star Trek: Discovery : Trill (2 épisodes)
- 2021 : Our Ladies of Brooklyn : Sœur Mary Annette Shiloh (épisode Cloisted Fucked)
- 2021 : A Million Little Things : Florence (5 épisodes)
- 2021 : Nurses (saison 2, épisode 4 : It's Showtime)
- 2021 : Titans : Vee (6 épisodes)
- depuis 2021 : Pretty Hard Cases : la cheffe d'unité Edwina Shanks (18 épisodes)
- 2022 : Échos (Echoes) : la shérif Louise Floss (mini-série ; 7 épisodes)

Prochainement
- 2022 : The Calling : la capitaine Kathleen Davies (8 épisodes)

## Distinctions

### Récompenses
- Dora Mavor Moore Awards 1996 : meilleure performance d'une actrice dans la pièce Riot[15]
- NAACP Theatre Awards 2007 (en) : meilleure troupe dans la pièce Da Kink in My Hair[16]
- Elizabeth Sterling Haynes Awards 2009 (en) : meilleure actrice dans un second rôle dans la pièce Doubt[8]
- Canadian Screen Awards 2019 : meilleure actrice dans un second rôle dans la mini-série Dre Mary : mort sur ordonnance
- Screen Actors Guild Awards 2021 : meilleure distribution pour une série télévisée comique Bienvenue à Schitt's Creek[17]

### Nominations
- Betty Mitchell Awards 1998 : meilleure actrice dans la pièce Angélique[8]
- Dora Mavor Moore Awards 2006 : meilleure performance d'une actrice dans la pièce Two Can Play[18]
- Dora Mavor Moore Awards 2009 : meilleure performance d'une actrice dans la pièce Eternal Hydra[18]
- Gemini Awards 2011 : meilleure actrice dans un second rôle dans le téléfilm The Gospel According to the Blues[3]
- Screen Actors Guild Awards 2020 : meilleure distribution pour une série télévisée comique Bienvenue à Schitt's Creek[19]